# Eliesa Katoa
 (décembre 2024).
Si vous disposez d'ouvrages ou d'articles de référence ou si vous connaissez des sites web de qualité traitant du thème abordé ici, merci de compléter l'article en donnant les références utiles à sa vérifiabilité et en les liant à la section « Notes et références ».

a Compétitions nationales et continentales officielles uniquement.

b Matchs officiels uniquement.
Eliesa Katoa, né le 3 janvier 2000 à Hihifo (Tonga), est un joueur international tongien de rugby à XIII évoluant au poste de deuxième ligne dans les années 2020.
Natif des Tonga, il découvre la pratique du rugby à XV dans sa jeunesse avant son départ pour la Nouvelle-Zélande durant sa scolarité. Il décide finalement d'opter pour le rugby à XIII en rejoignant le club des New Zealand Warriors en fin d'année 2019. Il dispute alors, entre 2020 et 2022, avec ce dernier la National Rugby League (« NRL ») où très rapidement il devient titulaire au poste de deuxième ligne, avec quelques rencontres disputées à l'échelon inférieur de la Queensland Cup avec les Redcliffe Dolphins.
Libre de son contrat, il signe pour le Melbourne Storm en 2023 et est désigné meilleur deuxième ligne de la NRL en 2024
Deuxième ligne référence en NRL, il compte également 2 sélections avec l'équipe des Tonga à partir de 2023. 

## Palmarès
- Collectif :
  - Finaliste de la National Rugby League : 2024 (Melbourne).
  - Finaliste de la Queensland Cup : 2021 (Redcliffe).

- Individuel : 
  - Élu meilleur deuxième ligne de la National Rugby League : 2024 (Melbourne).

### Statistiques
| Saison | Saison               | Championnat           | Championnat  | Championnat | Championnat | Championnat | Championnat | Championnat | Sélection | Sélection | Sélection | Sélection | Sélection | Sélection | Sélection |
| Saison | Saison               | Comp.                 | Class.       | M           | Pts         | Ess.        | Buts        | Dp.         | Comp.     | M         | Pts       | Ess.      | Buts      | Dp.       |           |
| ------ | -------------------- | --------------------- | ------------ | ----------- | ----------- | ----------- | ----------- | ----------- | --------- | --------- | --------- | --------- | --------- | --------- | --------- |
| 2020   | New Zealand Warriors | National Rugby League | 10e          | 13          | 24          | 6           | -           | -           |           |           |           |           |           |           |           |
| 2021   | New Zealand Warriors | National Rugby League | 12e          | 18          | 4           | 1           | -           | -           |           |           |           |           |           |           |           |
| 2021   | ↪ Redcliffe Dolphins | Queensland Cup        | 1/2 finale   | 4           | 4           | 1           | -           | -           |           |           |           |           |           |           |           |
| 2022   | New Zealand Warriors | National Rugby League | 15e          | 15          | 12          | 3           | -           | -           |           |           |           |           |           |           |           |
| 2022   | ↪ Redcliffe Dolphins | Queensland Cup        | Finaliste    | 4           | 8           | 2           | -           | -           |           |           |           |           |           |           |           |
| 2023   | Melbourne Storm      | National Rugby League | finale prél. | 21          | 24          | 6           | -           | -           |           | 2         | 4         | 1         | -         | -         |           |
| 2024   | Melbourne Storm      | National Rugby League | Finaliste    | 25          | 48          | 12          | -           | -           |           |           |           |           |           |           |           |